# Ignatius Ounde
Ignatius Okemwa Ounde (* 12. Oktober 1980 in Kenia) ist ein Schweizer Politiker (GLP) und Mitglied des Aargauer Kantonsparlaments.

## Leben

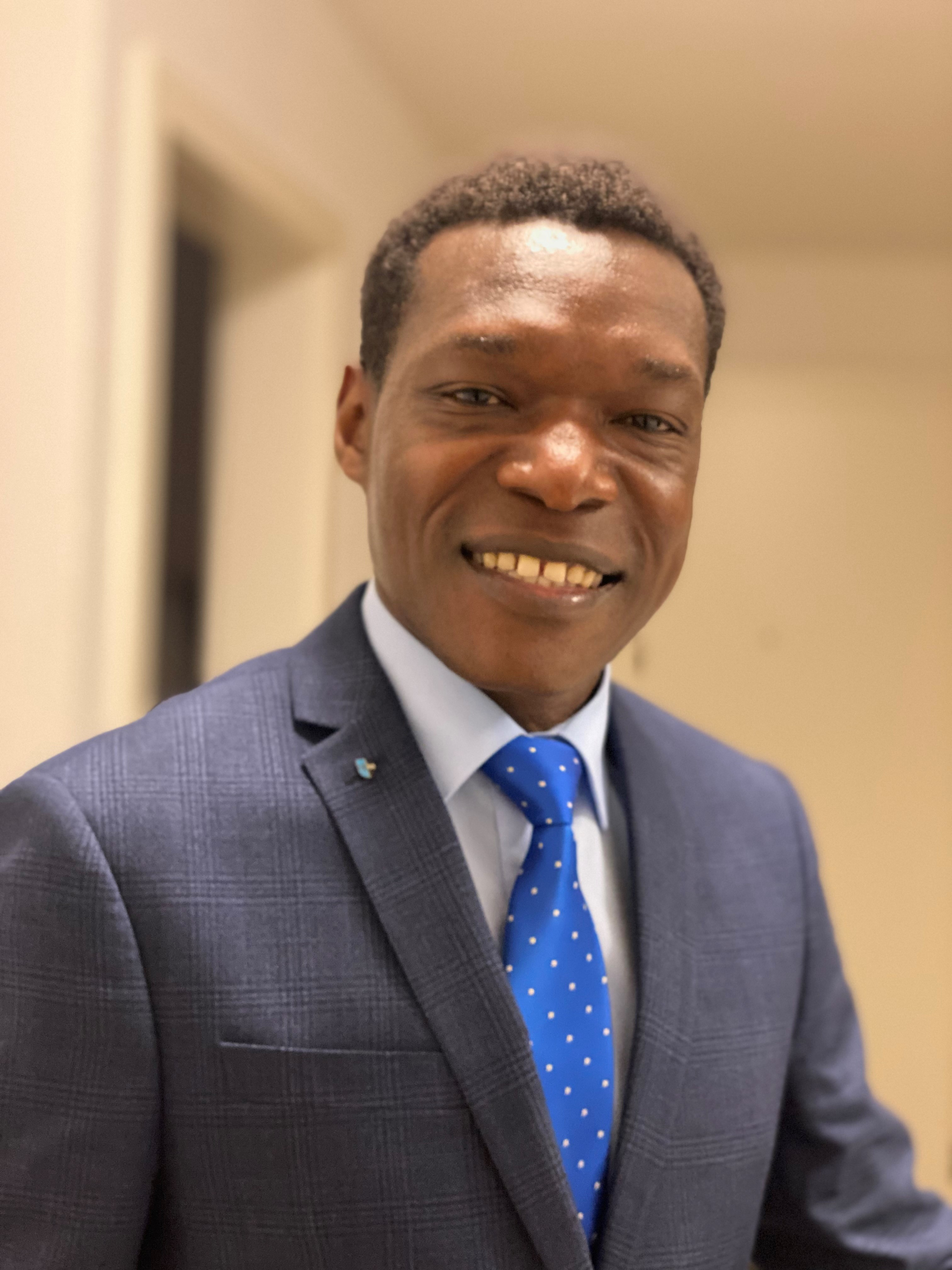
Ignatius Ounde (2023). Foto von Ari Musa

Ignatius Ounde wurde 1980 in Nairobi, Kenia, geboren und wuchs dort zusammen mit fünf Geschwistern auf. Die Millionenstadt Nairobi, bekannt für ihre kulturelle Vielfalt und lebhafte Umgebung, prägte ihn in seinen frühen Jahren. Bereits als Kind lernte er den verantwortungsvollen Umgang mit der Natur und begrenzten Ressourcen, was seinen Respekt und seine Toleranz gegenüber anderen Menschen nachhaltig beeinflusste. Diese Erfahrungen legten den Grundstein für seinen späteren beruflichen und politischen Werdegang. Seine Ausbildung zum Pflegefachmann und Geburtshelfer absolvierte Ounde in Tansania, wo er wertvolle Kenntnisse in der Gesundheitsversorgung erwarb.
2007 entschied er sich, in die Schweiz zu migrieren, um dort neue berufliche Möglichkeiten zu erkunden und sein Wissen zu erweitern. Die Integration in die Schweizer Gesellschaft und das Gesundheitssystem stellte eine Herausforderung dar, die er jedoch durch Fleiss und Engagement meisterte.

### Politische Laufbahn

Ignatius Ounde (2020)

Noch in Afrika lebend, erkannte Ignatius Ounde die Schönheit und Einzigartigkeit der Natur und lernte den Umgang mit deren knappen Ressourcen schätzen. Ignatius Ounde trat 2013 der Grünliberalen Partei (GLP) bei, nachdem ihm bewusst wurde, dass viele der zukunftsweisenden Herausforderungen, insbesondere im Gesundheitswesen, nur auf politischer Ebene gelöst werden können. Sein politisches Engagement begann in seiner Wohngemeinde Gränichen, wo er als Ortssektionspräsident der GLP tätig ist. Gleichzeitig wirkt er als Mitglied der Kulturkommission Gränichen und setzt sich für die Förderung kultureller Aktivitäten in der Gemeinde ein. 
Im Jahr 2020 wurde Ounde für die Grünliberalen in den Grossen Rat des Kantons Aargau gewählt. Seitdem engagiert er sich im kantonalen Parlament für ein transparentes und effizientes Gesundheitssystem, die Digitalisierung, Umweltfragen sowie die Verbesserung der Lebens- und Arbeitsbedingungen im Kanton Aargau. Seine politische Arbeit ist von dem Ziel geprägt, nachhaltige und zukunftsorientierte Lösungen für die Herausforderungen der heutigen Gesellschaft zu entwickeln.
Zusätzlich ist er Co-Präsident der Grünliberalen Partei Aarau zusammen mit Eveline Meier. Seit 2021 ist Ounde zudem Co-Präsident des Schweizerischen Berufsverbands von Pflegefachfrauen und Pflegefachmännern (SBK) Aargau-Solothurn. In dieser Rolle vertritt er die Interessen der Pflegeberufe auf kantonaler Ebene und setzt sich für bessere Arbeitsbedingungen und die Anerkennung des Pflegeberufs ein. Er ist aktiv an der Erarbeitung von Motionen und Interpellationen beteiligt, die auf eine Verbesserung des Gesundheitssystems und der Arbeitsbedingungen in der Pflege abzielen.
In seiner politischen Arbeit legt Ounde besonderen Wert auf die Förderung eines wirtschaftsstarken Kantons Aargau, der auf Nachhaltigkeit und zukunftsbasierte Technologien setzt. Seine im Grossen Rat eingereichten Vorstösse sind auf der Webseite des Kantons Aargau in seinem Profil als Grossrat abrufbar.

### Arbeit
Nach seiner Migration in die Schweiz begann Ignatius Ounde zunächst als Praktikant in verschiedenen Krankenhäusern, um die Anerkennung seines Diploms als Pflegefachmann zu erlangen. Diese Praktika absolvierte er in renommierten Einrichtungen wie dem Kantonsspital Aarau und dem Kantonsspital Olten.
Im Jahr 2010 fand Ounde eine Anstellung als Pflegefachmann in der Chirurgischen Station des Kantonsspitals Aarau. In den folgenden Jahren spezialisierte er sich auf die Onkologiepflege und baute 2014 das Onkologische Kompetenz-Team Chirurgie auf, das er bis 2022 leitete. In dieser Position entwickelte er umfassende Qualitätsstandards für die Patientenversorgung, koordinierte ein multidisziplinäres Team und setzte sich intensiv für die Sicherheit und das Wohl der Patient
ein.
Im März 2023 wechselte Ounde zum Universitätsspital Zürich, wo er als Fachexperte in der medizinischen Onkologie und Hämatologie tätig ist. Seine Aufgaben umfassen die Leitung des Pflegeprozesses, die Sicherstellung der Patientensicherheit und die kontinuierliche Fortbildung des Pflegepersonals. Ounde legt besonderen Wert darauf, aktuelle Forschungsergebnisse in die Praxis zu integrieren und die Pflegequalität kontinuierlich zu evaluieren und zu verbessern.
Neben seiner klinischen Tätigkeit ist Ounde seit Januar 2021 auch Präsident des Pflegeverbands des Kantons Aargau. In dieser Funktion setzt er sich für die Interessen von Pflegefachpersonen ein und arbeitet daran, die Bedingungen im Pflegeberuf zu verbessern.

### Familien Leben
Ignatius Ounde lebt mit seinen zwei Söhnen in Gränichen, Kanton Aargau. Seine Familie ist ihm sehr wichtig, und er versucht, so viel Zeit wie möglich mit seinen Kindern zu verbringen. Die Balance zwischen beruflichen Verpflichtungen und der Zeit für seine Familie ist für ihn von grosser Bedeutung. In der Freizeit unternimmt Ounde gerne Aktivitäten mit seinen Kindern und engagiert sich in deren Erziehung und Bildung. Seine Hobbys, wie Skifahren, Joggen, rennradfahren Mountainbiken und Wandern, teilt er häufig mit ihnen. Er schätzt auch kulturelle Veranstaltungen, Ausstellungen und Museen, die ihm helfen, den Horizont seiner Kinder und seinen eigenen zu erweitern.